# Прилуцька тютюнова фабрика
Прилуцька тютюнова фабрика (Приватне акціонерне товариство «АТ Тютюнова компанія „В. А. Т. — Прилуки“») — підприємство харчової промисловості у місті Прилуки, яке займається виробництвом цигарок.

## Історія
Історія Прилуцької тютюнової фабрики розпочалася у 1889 році. Тоді це була «Тютюново-махоркова фабрика купців Рабіновича і Фраткіна». Фабрика виробляла курильну махорку, нюхальний тютюн, а згодом — жовтий тютюн. Вироблена продукція постачалася не лише на внутрішній, але й на зовнішні ринки — до Німеччини, Румунії, Туреччини, Китаю та інших країн.
У 1920 році фабрика була націоналізована, із приєднанням до неї тютюново-махоркової фабрики «Риболов». Під новою назвою «Друга державна тютюново-махоркова фабрика» вона випускала понад 300 ящиків махорки (по 20 кг) за день у 20—30-ті роки.
У другій половині XX століття Прилуцька фабрика почала суттєво змінювати асортимент своєї продукції. З відкриттям цеху з друкування етикеток у 1958 році виробництво махорки було припинено, а підприємство отримало назву — «Сигаретна фабрика». З цього часу почалося активне виробництво сигарет з тютюну, і вже у 1965 році випуск махоркових сигарет був остаточно припинений. Тоді ж розпочався і випуск сигарет з фільтром, а також ароматизованих сигарет.

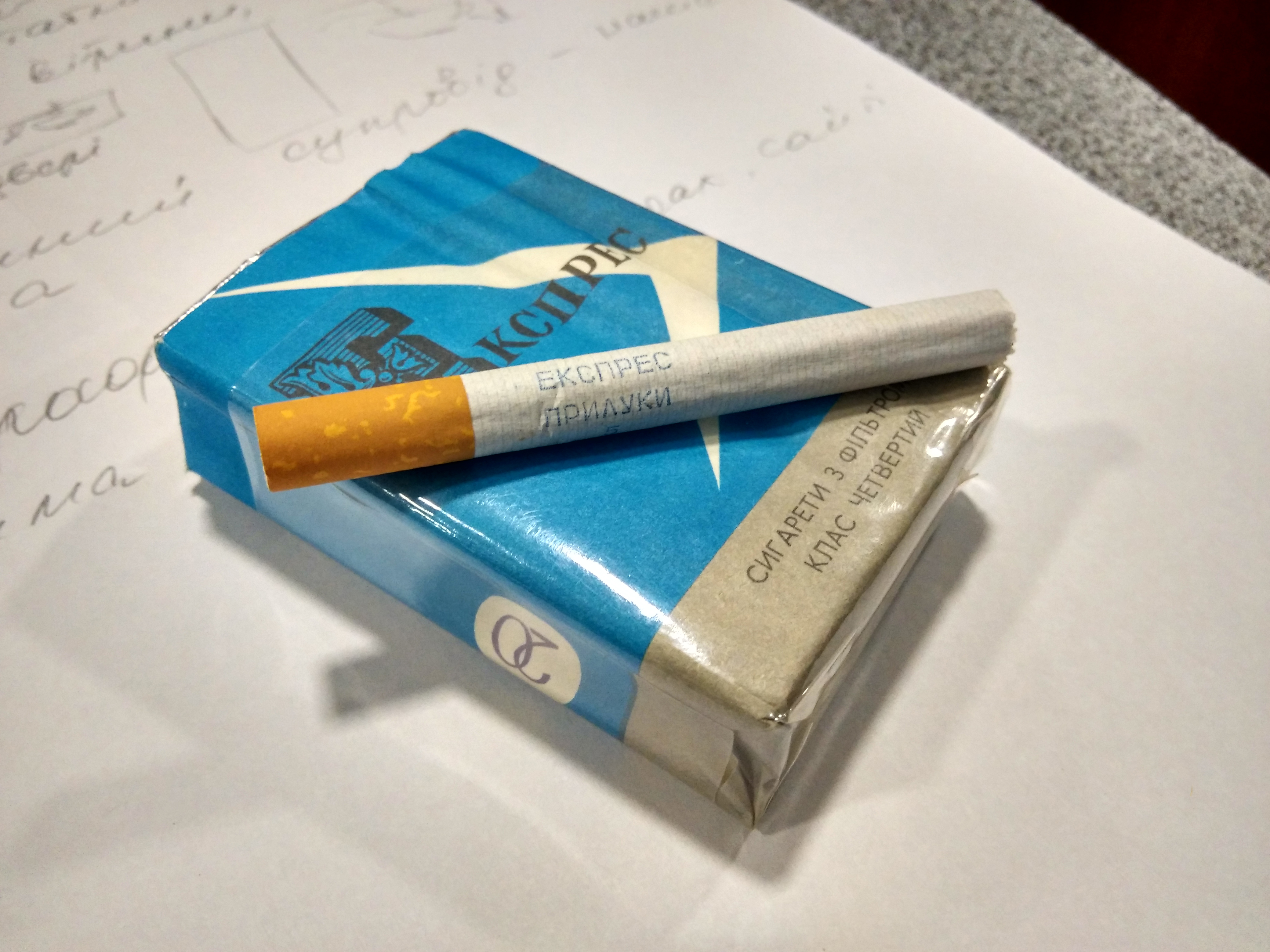
Цигарки з фільтром «Експрес» часів СРСР, виробництва Прилуцької тютюнової фабрики

Після столітнього ювілею фабрики, у 1990 році, колектив тютюнової фабрики взяв у держави майно підприємства в оренду з правом викупу і заснував колектив орендаторів «Прилуцька тютюнова фабрика». Уже через два роки після викупу майна колективом було засноване "Колективне підприємство «Прилуцька тютюнова фабрика».
1993 рік є визначним для компанії Бритіш Американ Тобакко Україна. Саме в цьому році «Колективне підприємство „Прилуцька тютюнова фабрика“» і «В. А. Т. Індастріз пі.ел.сі.» підписують Установчий договір про створення акціонерного товариства закритого типу «АТ Тютюнова компанія „В. А. Т. — Прилуки“», першого підприємства з іноземними інвестиціями в тютюновій галузі України. У 1990-х роках компанія налагодила випуск міжнародних марок в Україні та провела широкомасштабну заміну обладнання.
У 2003 році на фабриці стартував проєкт «Форвард», у рамках якого було збудовано новий склад готової продукції, сучасний енергоцентр, а також значно розширено територію підприємства. У 2005—2006 роках було збудовано адміністративний корпус, сигаретний цех, інші приміщення.
Новітні виробничі лінії дають змогу виробляти продукцію світового рівня якості. На Прилуцькій тютюновій фабриці успішно працює система управління якістю, що відповідає міжнародному стандарту ISO 9001. Система забезпечує передбачуваний і стабільний рівень якості продукції завдяки впровадженню передових технологій. Випробувальна лабораторія фабрики пройшла акредитацію в системі УкрСЕПРО і є однією з небагатьох в Україні, де здійснюється комплексний контроль за якістю сировини та готової продукції. У 2008 році підтверджено компетентність випробувальної лабораторії вимогам ДСТУ ISO/IEC 17025:2006.
У 2006 році Прилуцька тютюнова фабрика отримала сертифікати відповідності міжнародним стандартам ISO 14001 (екологічний менеджмент) та OHSAS 18001 (менеджмент у сфері безпеки та охорони праці). Таким чином, на фабриці було встановлено інтегровану систему управління виробництвом.

Прилуцька тютюнова фабрика

## Продукція
На Прилуцькій тютюновій фабриці виробляють більше 10 всесвітньовідомих марок сигарет, таких як Dunhill, Kent, Lucky Strike, Pall Mall та Rothmans, а також національні марки — «Прилуки», «Прилуки Особливі», «Козак», «Отаман». Продукція фабрики експортується до Білорусі, Вірменії, Грузії, Молдови, Азербайджану та Сінгапуру.
На фабриці працює близько 500 робітників, більшість із них — у тютюновому та сигаретному цехах, де проходять основні етапи виробництва: від попередньої обробки тютюну до виготовлення та пакування сигарет.